# In den Fängen der Madame Sin
In den Fängen der Madame Sin (Originaltitel: Madame Sin) ist ein britischer Science-Fiction-Film von Regisseur David Greene für Independent Artists aus dem Jahr 1972 mit Bette Davis, Robert Wagner, Denholm Elliott und Gordon Jackson in den Hauptrollen.

## Handlung
Anthony Lawrence ist ein Ex-Agent der CIA, einer der besten seines Faches. Doch er hat seinen Job an den Nagel gehängt. Aber man lässt ihn nicht in Ruhe. Er gerät in den Teufelskreis der machtlüsternen und steinreichen Madame Sin, die davon besessen ist, die Weltherrschaft an sich zu reißen und keine Skrupel besitzt ihn entführen zu lassen, um ihn für ihre Zwecke einzuspannen. 
Sie lebt auf einem schottischen Inselschloss und befehligt eine Armee von Wissenschaftlern in einer Denkfabrik in den schottischen Highlands. Mit Hilfe von Lawrence will Madame Sin an ein Polaris-U-Boot herankommen, dessen Kommandant Cavendish mit Lawrence befreundet ist, um ihre finsteren Pläne endlich in die Tat umzusetzen.

## Kritiken
„Eine geheimnisvolle und machtlüsterne Frau versucht, von einer Küsteninsel aus die Weltherrschaft zu gewinnen, benutzt medizinisch-chemische Erfindungen für ihre Ziele und entführt Menschen und Unterseeboote. Science-Fiction-Film, läppisch und spannungslos inszeniert; inhaltlich hohl, nur äußerlich aufwendig.“

„Nicht gerade absolut schundig, aber fast.“

## Produktionsnotizen
Die Bauten stammen von Brian Eatwell. Maskenbildner war Beau Wilson. Die elektronischen Sound Effekte lieferte Hugh Davies. Drehorte lagen in Ascot, Berkshire in England. Weitere Außenaufnahmen wurden in Schottland und am Piccadilly in London gedreht. Für Innenaufnahmen wurden die Innenräume in den Pinewood Studios in Buckinghamshire genutzt.

## Hintergrund
Der 1971 entstandene Film war ursprünglich als Pilotfilm für eine wöchentliche ABC-Serie angedacht, die aber am Zeitplan der ABC scheiterte. In den Vereinigten Staaten wurde In den Fängen der Madame Sin am 15. Januar 1972 ausgestrahlt, in Deutschland am 5. Oktober 1972.